# Nolinszki járás

A Nolinszki járás a Kirovi területen

A Nolinszki járás (oroszul Нолинский район) Oroszország egyik járása a Kirovi területen. Székhelye Nolinszk.

## Népesség
- 1989-ben 28 780 lakosa volt.
- 2002-ben 25 170 lakosa volt.
- 2010-ben 20 868 lakosa volt, melyből 20 207 orosz, 133 tatár, 118 mari, 108 ukrán.